# Vervoz
Vervoz est un hameau belge de la commune de Clavier situé en Région wallonne dans le sud-ouest du Condroz liégeois.
Il est proche des limites des trois provinces de Liège, Namur et Luxembourg et voisin du village d'Ocquier.
Le hameau se trouve sur l'ancienne voie romaine Tongres-Arlon. Il est inscrit sur la liste du patrimoine exceptionnel de la Région wallonne depuis 1986.
Avec Hoyoux et Saint-Fontaine, Vervoz est l'un des hameaux les mieux conservés de la commune de Clavier.

## Curiosités
Le château de Vervoz, la petite chapelle Saint-Hubert toute proche et les fermes des alentours constituent un ensemble homogène, bâti en pierres grises du pays. Un étang complète harmonieusement ce site remarquable.

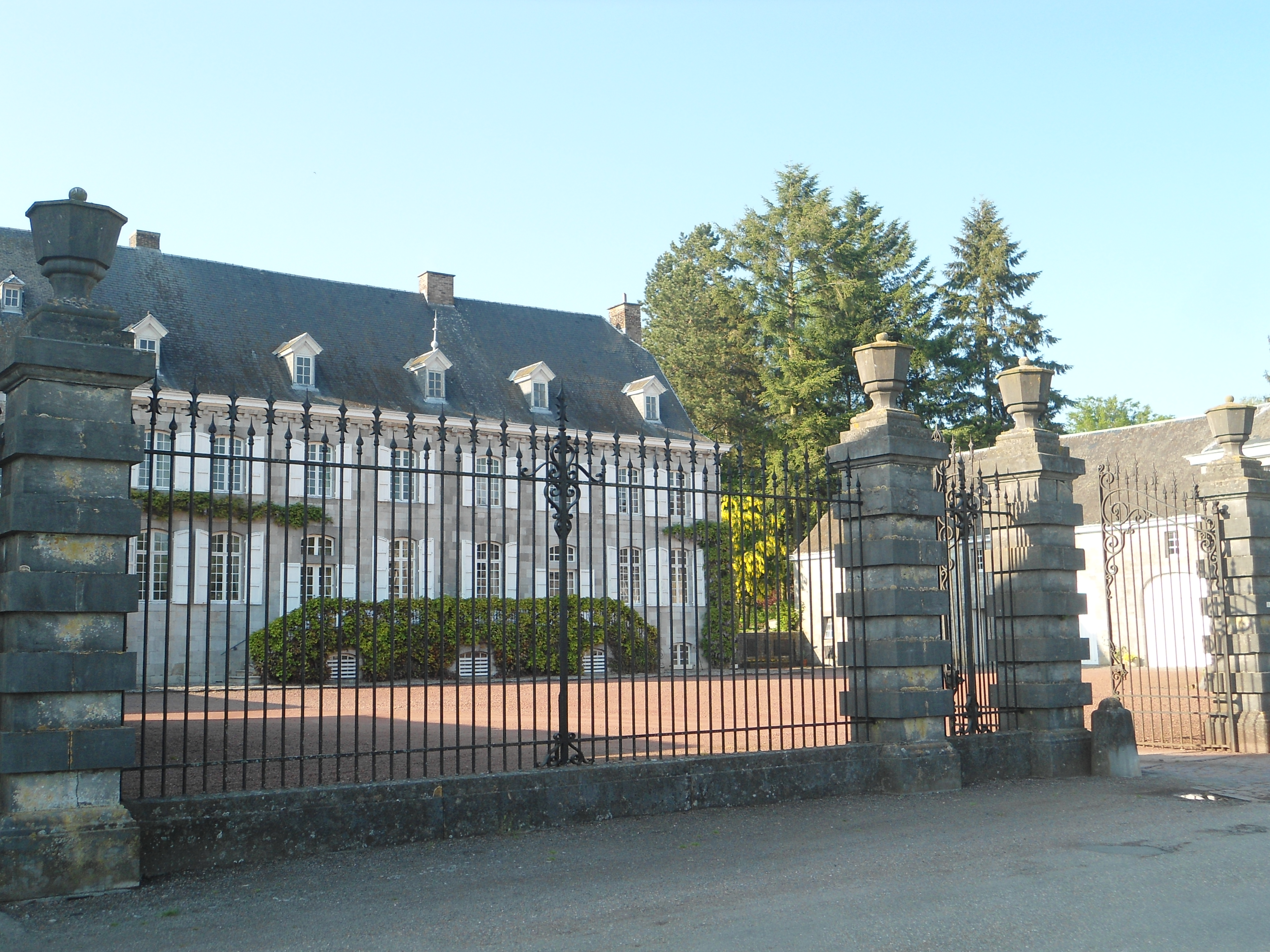
Château de Vervoz

Le mur bordant la rue, le corps de ferme, le château ainsi que la chapelle sont assemblés en appareillage à moellons assisés non rejointoyés dit à "joints vifs".

## Personnes célèbres
- Abel Lurkin (1891-1963), écrivain
- Jean Lurkin (1896-1964), écrivain